# GunBound
Gunbound est un jeu vidéo dans le style Worms-like online en 2D gratuit et fournit en libre téléchargement, édité par la société Softnyx. Gunbound est un jeu de stratégie dont le but consiste à détruire ses adversaires ou les propulser dans le vide. Avec ses graphismes très colorés, Gunbound fait figure de « Worms-like », dans lequel deux ou plusieurs joueurs en équipes s'affrontent à l'aide d'un vaste arsenal d'armes plus ou moins simples à maîtriser et aux effets parfois très aléatoires (du fait des particularités des terrains, par exemple).

## Principe
Après avoir créé leur avatar (un « Mobile » créé à partir d'une liste de 18 créatures ou véhicules aux capacités offensives et défensives spécifiques, que le joueur complète de quelques compétences stratégiquement choisies), les participants s'affrontent en équipes.
Sur le champ de bataille (des cartes de petites tailles au terrain plus ou moins accidenté afin d'augmenter l'intérêt stratégique des confrontations), les joueurs doivent détruire leur adversaire en duel ou en équipe (grâce à leurs armes) ou les expédier dans les vides en détruisant le terrain.

## Historique

### Serveur International

#### Saison 1
Tout avait commencé avec l'éditeur X2GAMES ou le nom original du jeu était forteress en Corée du Sud
Dès les premières béta en 2001, sur les serveurs de softnyx, qui a mis en place dès 2004 des serveurs régionaux (ex: GunBound latino, ou plus récemment GunBound révolution pour les joueurs d'Amérique du Nord.)
En juin 2005, Gunbound World Champion vient remplacer la version initiale(thor's hammer).Mais ce n'est autre qu'une version améliorée : Nouvelle interface, nouvelles cartes, nouveaux mobiles, et apparition du country ranking au grand dam des puristes.

#### Saison 2
Le 30 août 2007, une nouvelle interface inaugure la saison 2 de gunbound (terme employé par softnyx).
Le 6 septembre c'est au tour de 2 nouvelles cartes (adiumroot et dummyslop B side), et de 3 nouvelles forces de faire leur apparition.
Un nouveau mode de jeu est également apparu dans le courant du mois de septembre. De nouvelles musiques sont attendus très prochainement.

### Serveur Européen

#### Saison 1
Le 28 mars 2007, Goa met en place des serveurs pour les joueurs européens, en langues française, anglaise, allemande et espagnole.
Goa, filiale d'orange, a en effet acheté l'exploitation du jeu pour l'Europe.
Goa, a amélioré son support technique en répondant rapidement aux différents problèmes que rencontrent les joueurs, a mis en place des forums performants, et semble aujourd'hui en passe de publier la saison 2 tant attendue.
L'ajout sous peu des guildes et la mise en place de tournois mondiaux devrait faire de la version européenne, la version phare de ce jeu dynamique et fun.
Goa clôtura les serveurs européens le 31 mai 2009 pour cause de non rentabilité.

## Modes de jeu

### Score
Chaque équipe démarre la partie avec un certain nombre de points. Détruire un Mobile
adverse fait perdre un point à l’équipe adverse. La première à atteindre zéro ou à ne plus avoir
de Mobiles en jeu a perdu. Tant que votre équipe n’a pas atteint zéro, vous revenez dans le combat quatre tours après que votre Mobile ait été détruit.

### Solo
Vous affrontez l’équipe adverse en essayant de les détruire tous. La première équipe qui n’a plus aucun Mobile a perdu.

### Tag
Vous choisissez deux Mobiles chacun, à chaque tour vous pouvez jouer l’un ou l’autre à volonté.
Le deuxième mobile n’a que la moitié des points de son énergie normale. L’équipe qui perd tous ses Mobiles a perdu.

### Jewel
Il faut détruire un maximum de joyaux. La première équipe qui atteint 100 points a gagné.
Notez que tous les Mobiles sont invulnérables dans ce mode de jeu.

### Power Ball
Dans ce mode, l’objet Téléportation est le seul autorisé. Les Super Boules sont larguées sur le champ de bataille. En touchant simplement ces boules, votre mobile recevra différentes capacités selon le type de boule tombée. Cependant, la Boule Explosive, elle, infligera des dégâts à votre mobile. La Boule Duo aura le même effet que l’objet Duo, sans modifier le délai. La Boule Énergie augmente les dégâts que vous infligez. La Boule Or vous permet de gagner plus d’Or. Le Boule Électro frappe votre adversaire d’un coup de tonnerre. Votre mobile peut avoir jusqu'à quatre effets actifs simultanément.